# Brizz
Brizz è un cognome di lingua italiana.

## Varianti
Il cognome non presenta varianti.

## Origine e diffusione
Il cognome è tipicamente ligure.
Potrebbe derivare dal prenome Alberico e risultare quindi variante del cognome Alberici oppure essere incrociabile con Vriz.